# San Giorgio (stacja metra)
San Giorgio – stacja metra w Genui, położona na jedynej linii sieci.
Jest to stacja podziemna, położona pod Piazza Caricamento, i bierze swoją nazwę od średniowiecznego Palazzo San Giorgio. Obsługuje obszar Porto Antico i Akwarium w Genui.
Stacja została otwarta 7 sierpnia 1992, kiedy to uruchomiono przedłużenie linii od stacji Dinegro.